# Zwartstreepkruiplijster
De zwartstreepkruiplijster (Erythrogenys gravivox synoniem: Pomatorhinus gravivox) is een zangvogel uit de familie Timaliidae (timalia’s).

## Verspreiding en leefgebied
Deze soort komt voor in China en Indochina en telt vijf ondersoorten:
- E. g. gravivox: centraal China.
- E. g. cowensae: het zuidelijk-centraal China.
- E. g. dedekensi: oostelijk Qinghai en noordwestelijk Yunnan (zuidwestelijk China).
- E. g. decarlei: Qinghai, zuidelijk Sichuan en noordwestelijk Yunnan.
- E. g. odica: noordoostelijk en oostelijk Myanmar, zuidelijk China en noordelijk Indochina.

## Status
De grootte van de populatie is niet gekwantificeerd maar de soort wordt omschreven als algemeen tot vrij algemeen. Op de Rode lijst van de IUCN heeft deze soort de status niet bedreigd.